# シモンズ・プレンズ・レースウェイ
シモンズ・プレンズ・サーキット（英: Symmons Plains Raceway）は、オーストラリアサーキットで、タスマニア州ローンセストンの南に位置している。 1960年代にロングフォード・サーキットが閉鎖されて以来、タスマニア唯一のモーターレース施設となっている。このサーキットは、オーストラリアツーリングカー選手権とV8スーパーカーシリーズを合わせた歴史の中で最も長い歴史のグサーキットの1つ。 2005年以来、V8スーパーカー向けのタスマニアチャレンジも開催されている。
2004年、施設は300万豪ドルのアップグレードを受けた。これには、スタート/フィニッシュラインをピットの反対側の従来の場所に戻すなど、トラックのレイアウトの変更が含まれていた。以前はカーブ（現在は最初のコーナーの直後にあった）上にあり、ロードコースでは珍しいレイアウトだった。また、同コースの古いフロントストレートの端にあるブランブレス・ヘアピンは、非常にタイトな事で知られるつづら折りになっていた。

## ラップレコード
8 April 2018現在.